# Ліхтенштейн на пісенному конкурсі Євробачення
Ліхтенштейн ніколи не брав участі в Пісенному конкурсі Євробачення — князівству не вдалося стати учасником змагань через відсутність національного мовника, який би був членом Європейської спілки радіомовлення і телебачення.

## Історія

### 1975: невдалий дебют
Ліхтенштейн вперше спробував взяти участь у Пісенному конкурсі Євробачення у 1970-х роках. 1975 року відбувся відбір, який складався з двох пісень — «Tu étais mon clown» у виконанні Анне Фроммельт та «My Little Cowboy» у виконанні Біггі Бахманн. Перемогу здобула остання і мала представляти Ліхтенштейн на Євробаченні 1976. Проте уряд країни неправильно зрозумів правила конкурсу та не зміг взяти участь через відсутність мовника.

### Подальші роки
2008 року в Ліхтенштейні був заснований перший національний телеканал 1FLTV, який у липні 2009 року оголосив про намір подати заявку на членство в Європейській мовній спілці (ЄМС) з метою участі у Євробаченні 2010. Тоді є генеральний директор каналу Петер Кельбель оголосив про плани проведення національного фіналу, подібного до німецького талант-шоу Deutschland sucht den Superstar. Канал подав заявку на вступ до ЄМС, однак у листопаді 2010 року переглянув своє рішення. Тим не менш, мовник продовжував вивчати можливості для участі у Євробаченні ще кілька років.
2016 року генеральний директор 1FLTV пояснив, що нестача фінансування з боку уряду стримує Ліхтенштейн від участі в конкурсі.
Наприкінці 2017 року 1FLTV оголосив, що знову розпочав підготовку до дебюту на Євробаченні. Генеральний директор підтвердив, що ведуться переговори з ЄМС щодо отримання членства для участі в конкурсі. Також почалася підготовка до національного відбору, який мав стартувати у 2018 році для визначення як виконавця, так і пісні від країни для Євробачення 2019. Конкурс, що на той момент отримав назву Liechtenstein Music Contest, мав організовувати 1FLTV. Проте в липні 2018 року в ЄМС заявили, що Ліхтенштейн не подавав заявку на членство в організації.
Плани участі Ліхтенштейну у Євробаченні припинилися 2020 року, після смерті Петера Кельбеля, генерального директора 1FLTV. 2022 року мовник підтвердив, що канал більше не прагне бути членом ЄМС.